# Adolf Lorenz (Mediziner, 1854)

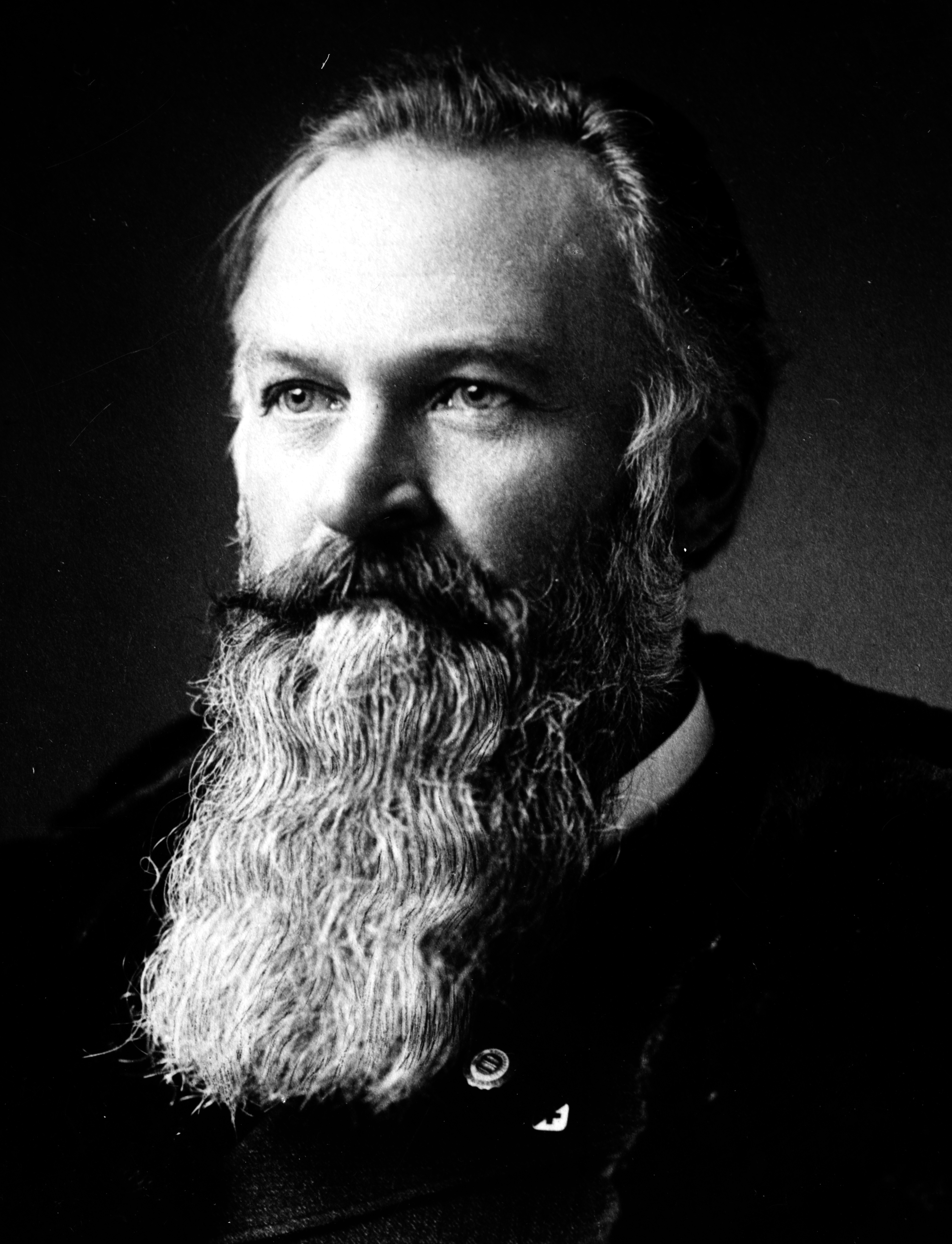
Adolf Lorenz

Adolf Lorenz (* 21. April 1854 in Weidenau, Österreichisch-Schlesien; † 12. Februar 1946 in Altenberg (Gemeinde St. Andrä-Wördern bei Wien/Niederösterreich)) war ein österreichischer Orthopäde. Bekannt wurde er vor allem durch die „unblutige Operation“ der angeborenen Hüftgelenkverrenkung.
Er war Vater des Orthopäden und Schriftstellers Albert Lorenz (1885–1970) und des Verhaltensforschers und Nobelpreisträgers Konrad Lorenz.

## Familie und Leben
Adolf Lorenz entstammte einfachen Verhältnissen. Er wurde im Hintergebäude eines alten einstöckigen Eckhauses gegenüber dem Bezirksgericht am Marktplatz von Weidenau geboren, später war dort eine Gaststätte, das „Hotel“:S. 342 f.. Sein Vater war ein Sattlermeister und Betreiber einer kleinen Gastwirtschaft für die auch von ihm als Riemer mit Reparaturarbeiten bedienten Fuhrleute im schlesischen Landstädtchen Weidenau. Seine Mutter war die älteste Tochter des schlesischen Bauern Ehrlich; sie hatte drei Schwestern und zwei Brüder, den späteren Arzt Eduard sowie Johann, der später als Pater Gregor zunächst Kapitular des Benediktiner-Stiftes St. Paul in Unterkärnten wurde. In dieser ländlichen Idylle verbrachte Lorenz einen Teil seiner Kindheit. Mit fünf Jahren wurde Adolf Lorenz in Weidenau eingeschult.
Durch den Onkel Johann (Pater Gregor), der später Abt des Stiftes St. Paul wurde, erhielt „Adolfla“ die Möglichkeit, das dortige Stiftsgymnasium zu besuchen. Besagter Pater Gregor hatte seiner Schwester zu ihrem Hochzeitstag versprochen, ihrem Erstgeborenen einen Freiplatz als Schüler der vier Klassen des dortigen Untergymnasiums und ggf. auch als Sängerknaben in St. Paul im Kronland Kärnten zu verschaffen. In seinem 13. Lebensjahr wurde er von seinem Paten Kluß, dessen Bruder Sektionsrat im Unterrichtsministerium war und Adolf Lorenz später bei der Beantragung eines Studienstipendiums unterstützte, und der Frau seines älteren, inzwischen zum Dr. med. promovierten, Bruders Eduard dazu zunächst über Troppau und Wien nach Trofaiach in Obersteiermark ins Haus von Eduard Ehrlich, der dort seine ärztliche Praxis hatte, gebracht. In einem September reiste Lorenz dann nach St. Paul und wurde dort von Pater Odilo, „Prälat Augustin“, dem von 1866 bis 1897 dort als Abt und Vorgänger von Gregor Ehrlich tätigen Bischof Augustin Duda, und seinem Onkel Gregor als Konviktist aufgenommen. Hier war er zunächst Ministrant und Sängerknabe. Bis 1870 besuchte er dort das Untergymnasium.:S. 10–13, 57–69, 87 f. und 150 f.

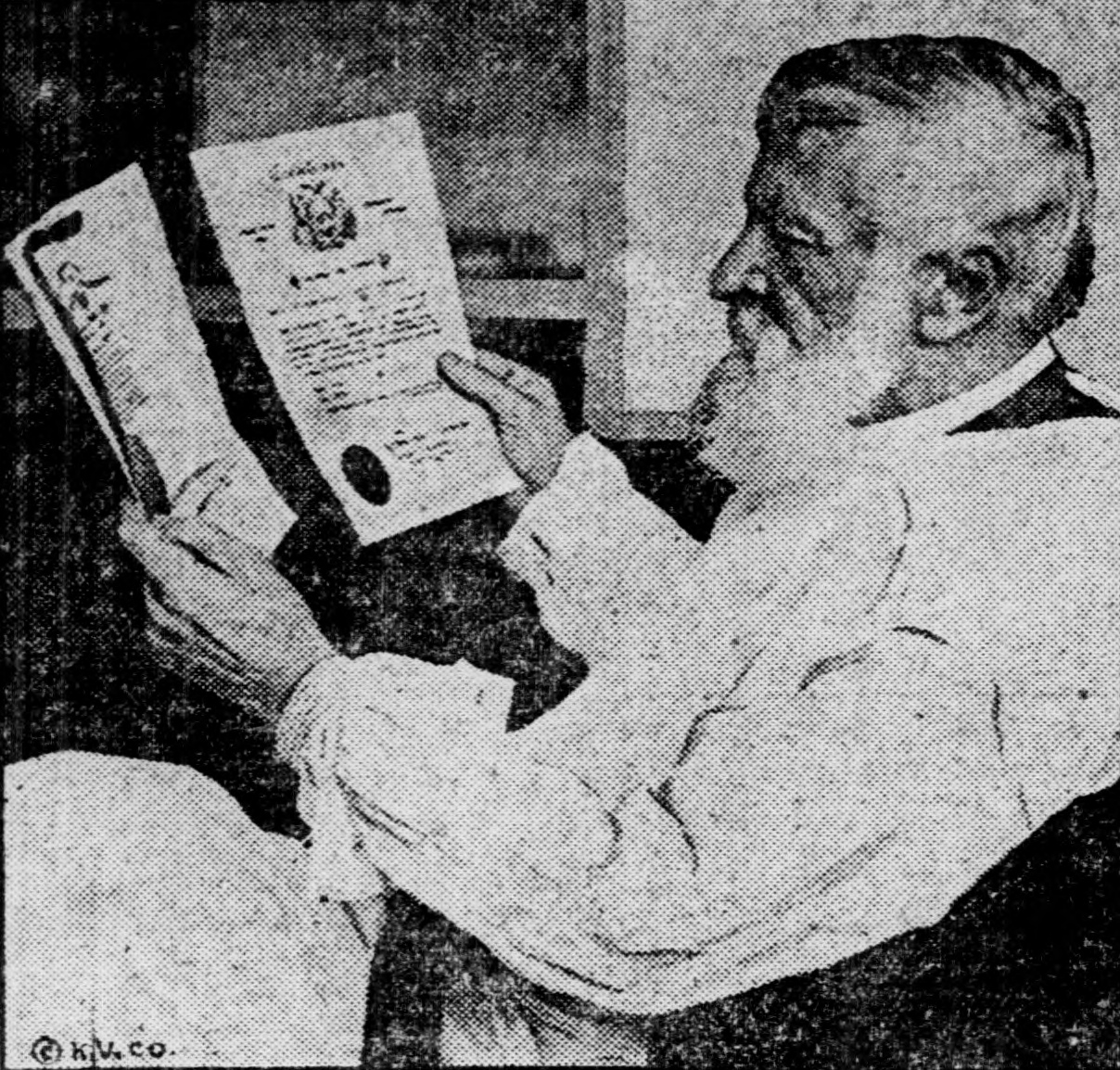
Adolf Lorenz, 1922

Vier Jahre später kam Lorenz, der bis zu seinem 20. Lebensjahr auch „Lorz“ gerufen wurde, ans Obergymnasium, das k.k. Staatsgymnasium in Klagenfurt, an das schon seit 1809 vom St. Pauler Konvikts Lehrkräfte entsandt wurden, und absolvierte dort als Externist 1874 seine Matura. Seine schräg über die Wange verlaufende Narbe stammte von der eisernen Spitze des Stockes, mit dem er von dem Präfekten Pater Eberhard, dem späteren Gegenkandidaten des Paters Gregor bei der Abtwahl, geschlagen wurde.:S. 72–84 und 150–152
Sein Medizinstudium in Wien, unter anderem bei dem Anatomen, Hofrat und Referenten für medizinische Studienangelegenheiten im Unterrichtsministerium Karl Langer:S, S. 85 f. und 89–91 und Johann Dumreicher, konnte er durch ein Windhag-Stipendium und ein weiters Stipendium sowie eine Tätigkeit als Hauslehrer finanzieren. Der Anatomieprofessor Langer hatte ihm zunächst eine Aushilfstätigkeit und nach bestandener Anatomieprüfung eine Tätigkeit als Demonstrator der Anatomie verschafft. Lorenz gab auch einen privaten Anatomiekurs, in dem er unter anderem den jungen Doktor der Philosophie Tomáš Garrigue Masaryk, den späteren Begründer der Tschechoslowakischen Republik, in die Grundlagen der Anatomie einführte. Kurz vor Ende seines Medizinstudiums unterstützte er seinen kranken Vater, der mit 57 Jahren eine beidseitige Beinlähmung erlitten hat, mit der Besorgung eines mechanischen Fahrstuhls. Einige Jahre zuvor war Lorenz’ Mutter an den „Schwarzen Blattern“ gestorben. Im letzten Studienjahr absolvierte er seinen einjährigen Militärdienst mit der mehr oder weniger genauen statistischen Erfassung von Krankenbewegungen und meteorologischen Daten. Daneben war er weiterhin als Demonstrator im anatomischen Seziersaal tätig. Sein Rigorosum absolvierte Lorenz im sechsten Jahr seines Medizinstudiums und wurde zum „Doktor der gesamten Heilkunde“. Eine ihm von seinem Gönner Langer angebotene Stelle als Assistent der Anatomie schlug Lorenz aus, um sich der Chirurgie zuzuwenden.:S. 86–97
Am 5. Oktober 1884 heiratete Adolf Lorenz die älteste Tochter von Zacharias Konrad Lecher (1829–1905), dem Chefredakteur der österreichischen Tageszeitung Die Presse und ersten Präsidenten des Schriftstellervereins „Concordia“, Emma Lecher (* 4. Januar 1862) aus Altenberg an der Donau, die ihm über 50 Jahre eine „treue Assistentin“ und „Sekretärin“:S. 5 (Widmung), 119 f. und 163 f. war. 1885 wurde der erste Sohn Albert geboren, der später ebenfalls Orthopäde wurde und eine gemeinsame Praxis mit dem Vater betrieb. 1903 wurde sein Sohn Konrad Zacharias geboren, bei dem zunächst eine frühzeitige Geburt oder eine Fehlgeburt befürchtet:S. 226 f., 242 und 318 worden war und der später als Begründer der Verhaltensforschung berühmt wurde.

## Wirken als Chirurg und Orthopäde
Bis zum Tod von Johann von Dumreicher im Jahr 1880, arbeitete Lorenz für ein Jahr an dessen Klinik als Operationszögling. Danach organisierte bzw. desorganisierte Dumreichers Erster Assistent, der Professor Nikoladoni, kommissarisch die Klinik. Nachfolger Dumereichers wurde der aus Innsbruck berufene Professor Eduard Albert. Bei Eduard Albert arbeitete Lorenz zunächst als „Hausoperateur“, und bald befördert zum auch als Chefstellvertreter eingesetzten klinischen Assistenten. Während eines von Albert gewährten wissenschaftlichen Urlaubs, den Lorenz erhielt, nachdem offenkundig wurde, dass ihn eine vor allem an den Händen schwere Hautschäden verursachende Allergie gegen die zur Desinfektion benutzte Karbolsäure (später auch eine „Idiosynkrasie“ gegen jedes Antiseptikum) bereits als Chirurgieassistent veranlasste, die „blutige“ Chirurgie aufzugeben, hatte Lorenz eine Arbeit über den statischen Plattfuß verfasst (Lehre vom erworbenen Plattfuß 1883) und bei Johann Nepomuk von Nußbaum in München hospitiert (wobei er Lederhandschuhe benutzte). Angeregt durch Albert, der Lorenz wegen dessen Überempfindlichkeit auf Desinfektionsmittel den Umstieg von der „nassen“ auf die „trockene“ Chirurgie empfahl, wurde er zum Orthopäden (Die Orthopädie stand – im Gegensatz zu Amerika – in Europa noch am Anfang ihrer Entwicklung).:S. 97–118
Lorenz spezialisierte sich auf die Behandlung von angeborenen Hüftgelenksverrenkungen und anderer anatomischer Missbildungen (etwa des angeborenen Klumpfußes) mit Streckverbänden und Gipsschalungen. Seine Bemühungen, Knochendeformationen durch Geräte zu korrigieren verstärkte er, insbesondere aufgrund seiner weiterbestehenden Karbolallergie. Zur Aufbesserung seiner finanziellen Situation arbeitete Lorenz als „Narkositarius“ in der Privatpraxis von Eduard Albert. Lorenz, von seinen chirurgischen Kollegen „Gipsdozent“ genannt, richtete sich dann eine eigene orthopädische Praxis und eröffnete diese Mitte Oktober und stellte seine eine Woche zuvor geheiratete Ehefrau als seine Assistentin ein. Lorenz arbeitete am Vormittag in der Klinik von Albert und nachmittags sowie abends in der Praxis. In seiner orthopädischen Praxis behandelte er vor allem Kinder mit Skoliose, aber auch Patienten mit tuberkulosebedingten Knochen- und Gelenkleiden, insbesondere tuberkulös hüftkranke Kinder. Hierzu verwendete er statt der amerikanischen Traktionsmethode eine einfachere Fixation mit Gipsverband, bei tuberkulöser Wirbelentzündung auch mit einem Gipsbett, und hatte damit großen Erfolg (Das Gipsbett wurde später auch bei der Behandlung und zum schmerzlosen Transport von Wirbelsäulenverletzten des Ersten Weltkriegs eingesetzt),:S. 118–126 und 139–147 aber auch zur Behandlung bei Spondylitis.
Dank dieser und weiterer spektakulärer Erfolge, etwa mit dem auch bei der kongenitalen (angeborenen) Hüftgelenkverrenkung von ihm angewendeten und entwickelten „modellierenden Redressement“ (unter anderem zur Behandlung des Klump- bzw. Hackenfußes), mit seiner 1895/1895 neu entwickelten Heilmethode der unblutigen chirurgischen Behandlung war er ab 1902 ein weltbekannter Mediziner. Im Krankenhaus erhielt Lorenz zu Beginn des Ersten Weltkrieges eine eigene Abteilung, ein orthopädisches Universitäts-Ambulatorium mit Operationszimmer. Bei chirurgischen bzw. orthopädischen Eingriffen, etwa der offenen Einrenkung einer angeborenen Hüftgelenksdislokation, benutzte er von da an Alkohol statt Karbolsäure.:S. 133–145 Im Herbst 1902 trat er eine Reise nach Chicago an, wo er ein etwa siebenjähriges Mädchen, die Tochter eines „Industriekönigs“,  mit einer doppelseitigen Hüftdysplasie behandelte und anschließend in öffentlichen Krankenhäusern als Gastarzt „vor großem Auditorium“ operierte. Zudem legte er noch eine mündliche ärztliche Prüfung ab, die ihn erst zur legalen Ausübung seines Faches als Dozent in den USA berechtigte. Diese Approbation bestand er mit „cum laude“.:S. 163–173
Regelmäßig hielt er sich nun bis in die 1930er Jahre in den USA auf, wo er vor allem in New York praktizierte. In Philadelphia am Jefferson Medical College, wo 1877 ein großes Krankenhaus entstanden war, wurde ihm zu Ehren ein Empfang gegeben. In New York erhielt er, überreicht von dem Bürgermeister Seth Low, eine kostbares Buch aus dem ehemaligen Besitz George Washingtons als Dankgeschenk des Gemeinderates.:S. 195–198 Im Anschluss an ein Reisen nach New Orleans und Mexiko arbeitete er Anfang 1903 in Dallas, wo er am ehemaligen Good Samaritan-Hospital bei der Behandlung hunderter Kinder aus ganz Texas mitwirkte und wiederum Gast mehrerer für ihn veranstalteter Empfänge mit prominenten Gästen war. Ende Mai 1903 reiste er weiter nach St. Louis, wo er ebenfalls an einem Krankenhaus tätig wurde und Gast des Brauunternehmers Adolphus Busch war. Danach kehrte er wieder nach Chicago zurück.:S. 212–226
Die wachsende Bekanntheit ging einher mit der Ernennung zum außerordentlichen Professor des neuen Faches Orthopädie durch die Medizinische Fakultät sowie durch den Kaiser Franz Joseph I., der bei diesem Anlass zum ersten Mal das Wort „Orthopädie“ hörte, zum Regierungsrat,:S. 148–150 der Behandlung auch von Übersee (zum Beispiel Chile) angereister Patienten und mit großem Wohlstand. Zu seinen Patienten gehörte unter anderem Elisabeth Petznek, die Enkelin des Kaisers Franz Joseph. Im Laufe der Zeit kamen Patienten aus aller Welt zu ihm.:S. 153 f., 162 f. und 260
Zwanzig Kilometer nordwestlich von Wien ließ er in Altenberg, dem Wohnsitz seines Schwiegervaters, einen Landsitz (die „Lorenz-Hall“) errichten. Die mondäne Villa, die in einer Stilmischung aus Italienischer Renaissance und Jugendstil gebaut wurde, liegt in einem großzügigen Garten, der einer etwas verwilderten englischen Parkanlage gleicht. In einer kleinen Dachstube des Hauses schrieb der Schriftsteller Karl Schönherr die Erde.:S. 235–241 In diesem Haus wuchs der zweite Sohn von Adolf und Emma Lorenz auf, Konrad Lorenz, der in diesem Garten eine große Schar von Tieren halten konnte. Dieser Sohn wurde zu einem Zeitpunkt geboren, als Adolf bereits 49 und Emma Lorenz 42 Jahre alt waren. Eine während der Schwangerschaft befürchtete Fehlgeburt oder Behinderung von Konrad-Zacharias trat nicht ein (Da Adolf Lorenz sich bei der Nachricht von der Schwangerschaft gerade in den USA aufhielt, nannte er sein Kind oft „Amerikaner“). Konrad Lorenz hat in seinen Erinnerungen darauf hingewiesen, auf welch glücklichen Umständen seine Karriere als Verhaltensforscher basierte.
Während des Ersten Weltkriegs lebte Lorenz mit seiner Familie in Wien (in einem Wohnhaus an der Rathausstraße) und er verlor sein Vermögen, das er in österreichischen Kriegsanleihen investiert hatte. Er praktizierte nach Ende des Ersten Weltkrieges gemeinsam mit seinem mittlerweile ebenfalls zum Mediziner promovierten und zum Chirurgen ausgebildeten und während des Krieges als Chefarzt in einem Spital an der serbischen Front tätig gewesenen Sohn Albert, u. a. wieder in New York (zunächst im Murray-Hill-Hotel, nach längeren Verhandlungen in einem großen Krankenhaus). In New York rief er mit Hilfe seines Gastgebers Anton Wedl, einem New Yorker, aus Wien stammenden Importeur österreichischer Textilwaren und Schatzmeister des New Yorker Hilfskomitees zur Linderung der Not deutscher und österreichischer Kinder, den „Lorenz-Fond zur Linderung der Not der Wiener Kinder“ ins Leben. Finanzielle Unterstützung kam unter anderem von Lorenz’ Freund Georg Semler.:S. 259, 263–265, 298 f. und 313–318 Nach New York erfolgten noch Tätigkeiten in Newark ein Mal pro Woche am City-Dispensary und als Operateur in Brooklyn am Kings-County-Hospital.:S. 284–297 Auch in Detroit operierte Lorenz.:S. 301–303
Seinen Sohn Konrad Lorenz zwang er, zuerst ein Medizinstudium zu absolvieren, bevor dieser sich seiner eigentlichen Neigung, der Zoologie zuwenden durfte.
Zurückgekehrt nach Wien erhielt Adolf Lorenz (längst betitelt als „Vater der deutschen orthopädischen Chirurgie“), als die Innere Abteilung des Wiener Allgemeinen Krankenhause verkleinert wurde dort weitere Räume zugewiesen. Und beinahe sechzigjährig baute er mit seinem ehemaligen Assistenten, Professor J. Haß, dort nun ein orthopädisches Institut auf.:S. 255 und 258 f.
Die Gesellschaft der Ärzte in Wien wählte 1937 Adolf Lorenz zum Ehrenmitglied. Für die Heilung der angeborenen Hüftluxation war Lorenz für den Nobelpreis vorgeschlagen worden, wozu jedoch eine Stimme fehlte.:S. 317 Insgesamt wurde er acht Mal für den Medizinnobelpreis nominiert.
In der Zeit des Nationalsozialismus befürwortete Adolf Lorenz die Zwangssterilisierung behinderter Menschen sowie die Tötung Frühgeborener, indem er argumentierte: „Es ist besser, es geht ab und zu ein entwicklungsfähiges Siebenmonatkind zugrunde, als dass die große Mehrzahl dieser Kinder zu Halb- und Ganzidioten erzogen werden, welche später ihren Eltern, der Gesellschaft und sich selbst zur Last fallen.“ Im Jahr 1944 wurde ihm zu seinem 90. Geburtstag von Adolf Hitler die Goethe-Medaille für Kunst und Wissenschaft verliehen, überreicht durch den Rektor der Universität Wien und Obersturmbannführer der SA Edouard Pernkopf, sowie der Billroth-Preis der Stadt Wien, überreicht durch den Wiener Bürgermeister und SS-Brigadeführer Hanns Blaschke.
Adolf Lorenz ist auf dem Ortsfriedhof in St. Andrä-Wördern im Familiengrab beigesetzt.

## Erinnerung

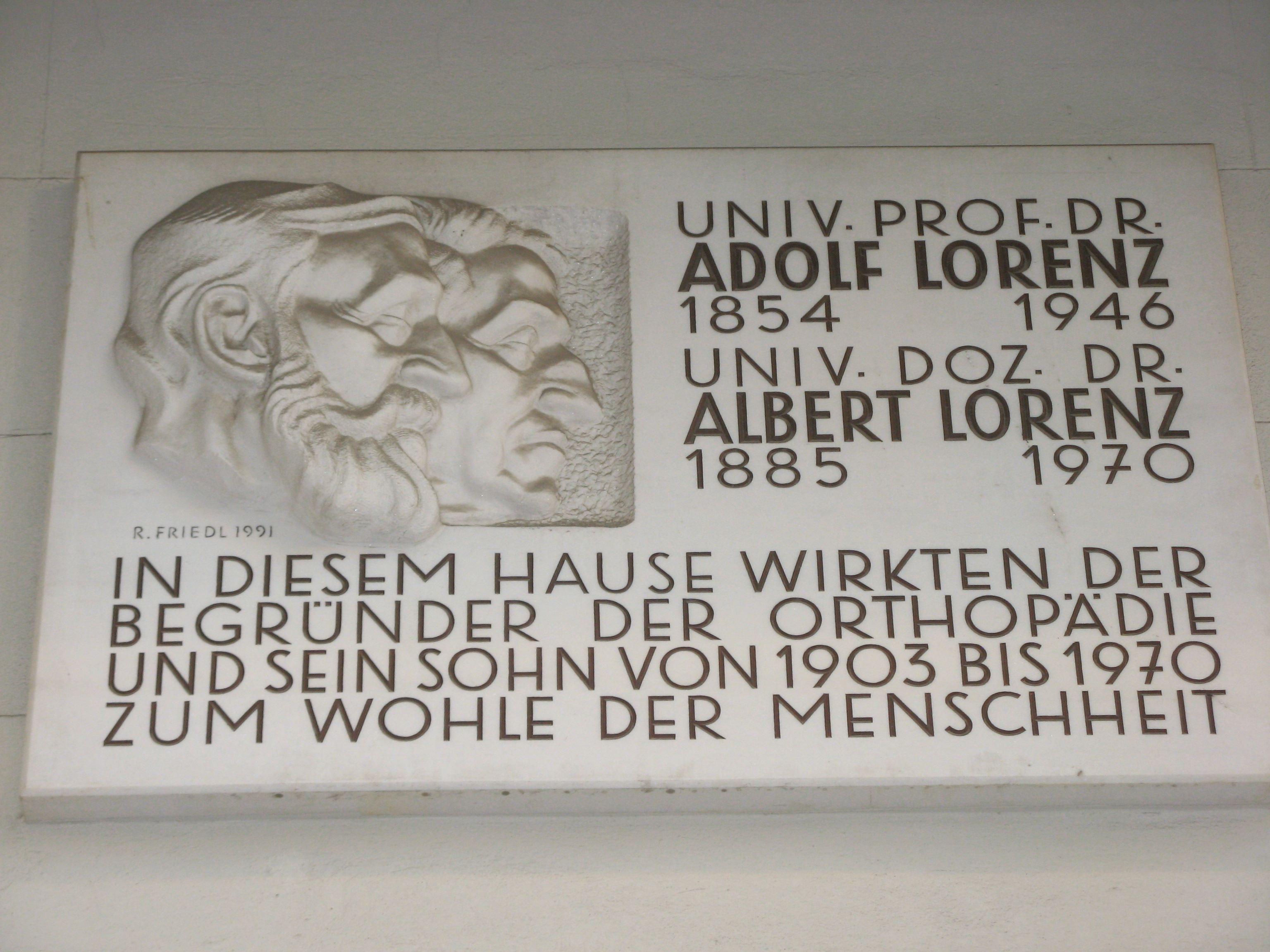
Gedenktafel für Adolf und Albert Lorenz in Wien I, Rathausstraße 21

- Adolf-Lorenz-Gasse in Hietzing (1959)
- Adolf-Lorenz-Gasse in Altenberg
- Gedenktafel am Haus Rathausstraße (Wien) 21
- Gedenktafel aus Marmor mit Reliefbild (gefertigt von dem schlesischen Bildhauer Josef Obeth) an Lorenz’ Geburtshaus am Marktplatz von Weidenau (18. August 1935)[1]:S. 342–347